# Exopterygota
Exopterygota, de asemenea cunoscut și ca Hemipterodea, este un supraordin de insecte, aparținând subclasei Pterygota, infraclasei Neoptera, care cuprinde insectele cu o metamorfoză simplă sau incompletă. Ciclul lor de viață are doar trei stadii: ou, nimfă și adult. 